# Qods
Qods (Perzisch: قدس), ook wel Shahr-e Qods, is een stad in het westen van de provincie Teheran in Iran. De stad ligt tussen de grote steden Teheran en Karaj. In 2016 had de stad 309.605 inwoners.